# Dinera fulvotestacea
Dinera fulvotestacea là một loài ruồi trong họ Tachinidae.